# 고하르 가스파랸 (모델)
고하르 가스파랸(아르메니아어: Գոհար Գասպարյան, 1985년 10월 19일 ~ )은 아르메니아의 모델이다.